# Arrondissement de Pinneberg
L’arrondissement de Pinneberg (Kreis Pinneberg en allemand) est un arrondissement  (Kreis ou Landkreis en allemand) du Land de Schleswig-Holstein, en Allemagne. Son chef-lieu est Pinneberg. Il regroupe 49 communes, au sud du Schleswig-Holstein, au nord-ouest de Hambourg. L'archipel de Heligoland, situé dans la mer du Nord, fait partie de l'arrondissement.

## Villes, communes et communautés d'administration
(Nombre d'habitants le 31 décembre 2010)
| Villes et communes non liées à un canton                                                                     | Villes et communes non liées à un canton                                                                              | Villes et communes non liées à un canton                                                 |
| --- | --- | ---------------------------------------------------------------------------------------- |
| - 1. Barmstedt, ville (9 777) - 2. Elmshorn, ville (48 924) - 3. Halstenbek (16 645) - 4. Heligoland (1 127) | - 5. Pinneberg, ville (42 508) - 6. Quickborn, ville (20 556) - 7. Rellingen (13 718) - 8. Schenefeld, ville (18 506) | - 9. Tornesch, ville (12 980) - 10. Uetersen, ville (17 688) - 11. Wedel, ville (32 203) |

Cantons avec leurs communes liées : (* = siège administratif)
| - 1. Amt Elmshorn-Land (11 993) [siège : Elmshorn] 1. Klein Nordende (3 043) 2. Klein Offenseth-Sparrieshoop (2 900) 3. Kölln-Reisiek (2 810) 4. Raa-Besenbek (559) 5. Seester (949) 6. Seestermühe (893) 7. Seeth-Ekholt (839) - 2. Amt Hörnerkirchen (3 934) [siège : Barmstedt] 1. Bokel (638) 2. Brande-Hörnerkirchen (1 595) 3. Osterhorn (418) 4. Westerhorn (1 283) - 3. Amt Geest und Marsch Südholstein (19 540) 1. Appen (5 844) 2. Groß Nordende (699) 3. Haselau (1 096) 4. Haseldorf (1 677) 5. Heidgraben (2 419) 6. Heist (2 839) 7. Hetlingen (1 321) 8. Holm (3 101) 9. Moorrege* (4 110) 10. Neuendeich (528) | - 4. Amt Pinnau (20 806) [siège : Rellingen] 1. Bönningstedt (4 405) 2. Borstel-Hohenraden (2 263) 3. Ellerbek (4 204) 4. Hasloh (3 397) 5. Kummerfeld (2 055) 6. Prisdorf (2 237) 7. Tangstedt (2 245) - 5. Amt Rantzau (8 482) [siège : Barmstedt] 1. Bevern (575) 2. Bilsen (723) 3. Bokholt-Hanredder (1 282) 4. Bullenkuhlen (365) 5. Ellerhoop (1 435) 6. Groß Offenseth-Aspern (451) 7. Heede (698) 8. Hemdingen (1 624) 9. Langeln (523) 10. Lutzhorn (806) |  |

Communes de l’arrondissement

## Politique

### Parlement d'arrondissement
|                | 1982 | 1986 | 1990 | 1994 | 1998 | 2003 | 2008 | 2013 | 2018 |
| -------------- | ---- | ---- | ---- | ---- | ---- | ---- | ---- | ---- | ---- |
| CDU            | 25   | 24   | 20   | 19   | 20   | 28   | 24   | 20   | 22   |
| SPD            | 17   | 21   | 21   | 21   | 22   | 16   | 16   | 15   | 15   |
| Verts          | 3    | 4    | 4    | 6    | 4    | 6    | 7    | 8    | 11   |
| FDP            | 4    | 0    | 4    | 3    | 3    | 4    | 6    | 3    | 5    |
| Linke          | 0    | 0    | 0    | 0    | 0    | 0    | 3    | 1    | 3    |
| Pirates        | 0    | 0    | 0    | 0    | 0    | 0    | 0    | 1    | 0    |
| AfD            | 0    | 0    | 0    | 0    | 0    | 0    | 0    | 0    | 4    |
| Listes locales | 0    | 0    | 0    | 0    | 0    | 0    | 2    | 1    | 2    |
| Total          | 49   | 49   | 49   | 49   | 49   | 54   | 58   | 49   | 62   |

### Administrateurs de l'arrondissement
- 1865–1867, Adalbert Heinrich Friedrich von Baudissin (de)
- 1868–1870, Adolf von Moltke
- 1870–1881, Emil Voerster (de)
- 1881–1889, Alexander von Bischoffshausen (de)
- 1889–1918, Ludwig Scheiff
- 1919–1932, Gustav Niendorf, SPD
- 1932–1945, Johann Duvigneau (de)[2], NSDAP
- 1945–1946, Herman Wuppermann
- 1946–1947, Heinrich Stühmeyer
- 1946–1947, Walter Damm (de), SPD
- 1948–1950, Alfred Bethke
- 1947–1962, Hermann Schinkel
- 1962–1973, Udo Sachse, CDU
- 1973–1985, Winfried Hebisch, SPD
- 1985–1991, Jörn Alwes, CDU
- 1991–2003, Berend Harms (de), SPD
- 2003–2010, Wolfgang Grimme, CDU
- 2010–2020, Oliver Stolz (de), sans étiquette
- à partir de janvier 2021, Elfi Heesch, sans étiquette